# رولف بلاتر
رولف بلاتر مواليد 18 فبراير 1951، هو متسابق دراجات نارية سويسري. نافس في سباقات بطولة العالم لفئة 125 سي سي ولفئة 50 سي سي. بدأ المنافسة في بطولة الجائزة الكبرى سنة 1973. أفضل موسم له كان موسم سنة 1979 عندما جاء في المركز الثاني في بطولة العالم لفئة 50 سي سي.